# Karl Schleinzer
Karl Schleinzer (Frantschach-Sankt Gertraud, 8 gennaio 1924 – Bruck an der Mur, 19 luglio 1975) è stato un politico austriaco.

## Biografia
Laureato in Scienze Agrarie, inizia la sua attività politica nel 1956 come deputato del Partito Popolare Austriaco nel Parlamento della Carinzia. Dal 1961 al 1964 fu Ministro della difesa sotto il Cancelliere Alfons Gorbach e dal 1964 al 1970 Ministro dell'agricoltura e delle foreste sotto Josef Klaus.
Nel 1971 fu nominato Presidente dell'ÖVP. 
Si candidò per la carica di Cancelliere alle elezioni del 1975, ma perse la vita in un incidente stradale prima che si aprissero le urne.
Alla guida dell'ÖVP gli succedette Josef Taus.